# قاي ميلر
قاي ميلر (بالإنجليزية: Guy Millar)‏ هو لاعب اتحاد الرغبي نيوزلندي، ولد في 23 أبريل 1992 في كيب تاون في جنوب أفريقيا.

## وصلات خارجية
- قاي ميلر عل موقع إسبنسكروم (الإنجليزية)
- قاي ميلر على موقع ItsRugby.co.uk (الإنجليزية)